# Zwielicht (Rolf Schneider)
Zwielicht ist der Titel eines Hörspiels des deutschen Schriftstellers Rolf Schneider von 1966. Es handelt sich um eine Rahmenerzählung – eine inszenierte Gegengeschichte. Sie dient dem Zweck der Täuschung in der Zeit des Zweiten Weltkriegs.
Beginnend in den 1950er Jahren schrieb Rolf Schneider Hörspiele im Auftrag westdeutscher Sender. Für das (nur in der Bundesrepublik) produzierte Hörspiel Zwielicht wurde er 1967 als erster und einziger in der DDR lebender Autor mit dem Hörspielpreis der Kriegsblinden ausgezeichnet. In Österreich gab es 1968 vom ORF-Wien eine Neuproduktion des Hörspiels.

## Inhalt
Aus dem Dialog zwischen Mendel Horowitz und Anna Sawázka ergibt sich nach und nach, dass er ein Jude ist, der sich nun zwanzig Jahre seit Kriegsbeginn bei der inzwischen verwitweten Anna Sawázka versteckt. In ihrem einsamen Bauernhaus in einer verlassenen Gegend in Polen haust er in einem ärmlichen Verschlag ihres Kellers. Horowitz wird nur im Zwielicht der Abenddämmerung von der Bäuerin ins Freie geführt, um von niemandem entdeckt und denunziert zu werden. Die Beziehung ist förmlich, sie reden sich stets mit Vor- und Nachnamen an. Mendel Horowitz zahlte anfangs für den Unterschlupf mit Juwelen aus seinem ehemaligen Juweliergeschäft. Er hatte mit Annas Ehemann gefeilscht, wie lange er für ein Schmuckstück bleiben darf. Nach dessen Tod haust er bei der Bäuerin, ohne mehr dafür zahlen zu müssen. Bei ihren heimlichen Spaziergängen erzählt sie ihm von der Außenwelt, er stellt viele Fragen, will Genaueres wissen; Erinnerungen tauchen auf. Horowitz erzählt, wie er in seiner großen Einsamkeit die Ameisen beobachtete, die aus den Ritzen krabbelten. Irgendwann verwandelte er sich selbst in ein Insekt und sei gar kein Mensch mehr. Sie beruhigt ihn, natürlich sei er ein Mensch, nie etwas anderes gewesen, allerdings zu dem Zeitpunkt sehr schwer erkrankt gewesen, im Fieberdelirium, sodass das Ehepaar seinen Tod befürchtete. Aber Anna hatte ihn gesund gepflegt. Nun erzählt sie, dass sie gerade in einer Zeitung gelesen habe, dass der letzte Jude von Krakau in einem Versteck gefunden wurde, wo er 20 Jahre lang überlebt habe, und dass er öffentlich gefoltert und gehenkt wurde. Dann plötzlich gesteht sie, dass der Krieg nur noch fünf Jahre angedauert hatte, nachdem er sich in ihrem Keller versteckte, und sie ihm die restlichen 15 Jahre nicht die Wahrheit sagte. Er ist nicht sonderlich überrascht von der Information und gesteht ihr, dass er längst wisse, dass sie ihn jahrelang mit erfundenen Neuigkeiten versorgte. Lange schon habe er  erkannt, dass es dieses Versteckspiel nicht mehr braucht, der Krieg war vorbei. Aus dem schlecht abgedichteten Fenster hat er Menschen gesehen, die wieder fröhlich spazierengingen. Außerdem hat er ein Stück Zeitung gefunden. Dennoch ist er geblieben, 20 Jahre lang. Sie fragt aufgebracht, ob er sie deswegen fortan verdammen werde. Horowitz erwidert: "Weiß ich, ob ich gegangen wäre?" Dann fordert sie ihn auf, doch zurück in seine Heimatstadt zu gehen, und die Juwelen mitzunehmen, die viel mehr wert sind, als er je Leistung von ihr bekommen hatte. Er erwidert: „Ich war ein Jud' und hab sterben sollen. Ich habe etwas Wärme gefunden in einer finsteren Zeit. Ich habe sie gebraucht. Ich bin dir dankbar gewesen, und das hast du gewußt. Vielleicht hat es dir gut getan. Das Schreckliche war nicht schrecklich genug, um das auszulöschen. Hier ist unsere Wahrheit gewesen, die unumstößliche, sie war einen großen Preis wert.“ Das Hörspiel endet mit seiner Frage, wie sich der Jude bei seiner Hinrichtung verhalten habe – sie antwortet, er starb lautlos.

## Hörspielübersichten

### Produktion von 1966
- Art des Hörspiels: Original-Hörspiel
- Länge: 45'45 Minuten
- Regie: Otto Kurth
- Sprecher:
  - Friedrich Maurer: Er
  - Lina Carstens: Sie

- Produktion: BR/WDR/HR
- Erstsendung: 16. November 1966
- Auszeichnung: Hörspielpreis der Kriegsblinden 1967[6]

### Produktion von 1968
- Art des Hörspiels: Original-Hörspiel
- Länge: 47'15 Minuten
- Musik: Otto Walter
- Regie: Erich Schwanda
- Sprecher:
  - Heinz Moog: Mendel Horowitz
  - Alma Seidler: Anna Sawacko

- Produktion: ORF Wien
- Erstsendung: 7. Januar 1968[4]